# John Abizaid
John Philip Abizaid (in arabo جون فيليب أبي زي‎?; Coleville, 1º aprile 1951) è un generale statunitense.
Noto affettuosamente con i nomignoli "The Mad Arab" e "Gunny" si è ritirato dall'Esercito degli Stati Uniti il 1º maggio 2007 dopo 34 anni di carriera.Già comandante del CENTCOM, che dirigeva le operazioni militari americane su una regione comprendente 27 paesi, estesa dal Corno d'Africa, alla Penisola araba, all'Asia meridionale fino all'Asia centrale, coprendo così la maggior parte del Medio Oriente. In totale il CENTCOM ha la supervisione di più di 250.000 truppe USA. Il 7 luglio del 2003 Abizaid prendeva il posto del generale Tommy Ray Franks come comandante della USCENTCOM, e venne asceso al ruolo di Generale USA a 4 Stelle la stessa settimana.
Gli succedette l'ammiraglio William J. Fallon il 16 marzo del 2007.

## Biografia
John Abizaid è nato a Coleville, piccolo villaggio della California, da padre libanese-americano e da madre palestinese-americana. Possiede una grande proprietà della lingua araba ed è stato l'ufficiale più anziano ed elevato in grado con diretti ascendenti arabi.
È stato allevato principalmente da suo padre, vedovo, che si ritirò dalla United States Navy quando aveva raggiunto il ruolo di Chief Petty Officer (sottufficiale). Attualmente John Abizaid è sposato e ha tre figli, uno di questi serve nell'Esercito degli Stati Uniti come ufficiale della polizia militare. Ha studiato la lingua araba in Giordania, dove ha ricevuto anche un addestramento nelle forze speciali.

### Addestramento militare e istruzione civile
L'educazione militare di Abizaid include:
- il grado alla United States Military Academy (USMA) di West Point (nello stato di New York (Classe del 1973)
- l'Infantry Officer Basic and Advanced courses (Corsi Base e Avanzato per Ufficiali di fanteria) conseguito presso la United States Army Infantry School (Scuola Fanteria dell'Esercito degli Stati Uniti)
- l'Armed Forces Staff College (Istituto di Stato Maggiore delle Forze Armate)
- il grado di Colonnello allo U.S. Army War College (Scuola di Guerra degli USA)

Ed attualmente una "Senior Fellowship" alla Hoover Institution dell'Università di Stanford.
Nei suoi studi civili, conseguì il grado di Master of Arts in studi mediorientali ("Middle Eastern Studies") all'Università di Harvard, e divenne un Olmsted Scholar dell'Università della Giordania di Amman.Abizaid diede un'ottima impressione ai suoi maestri della Harvard University. Nadav Safran direttore del Harvard Center for Middle Eastern Studies mantenne nella sua biblioteca la tesi di 100 scritta da Abizaid, che trattava della politica di difesa per l'Arabia Saudita, commentando che era l'unica tesi di master di uno studente che avesse mai conservato, commentando: "Era assolutamente il migliore documento di seminario che abbia mai tenuto tra le mie mani nei miei 30 e passa anni a Harvard."

### Carriera militare

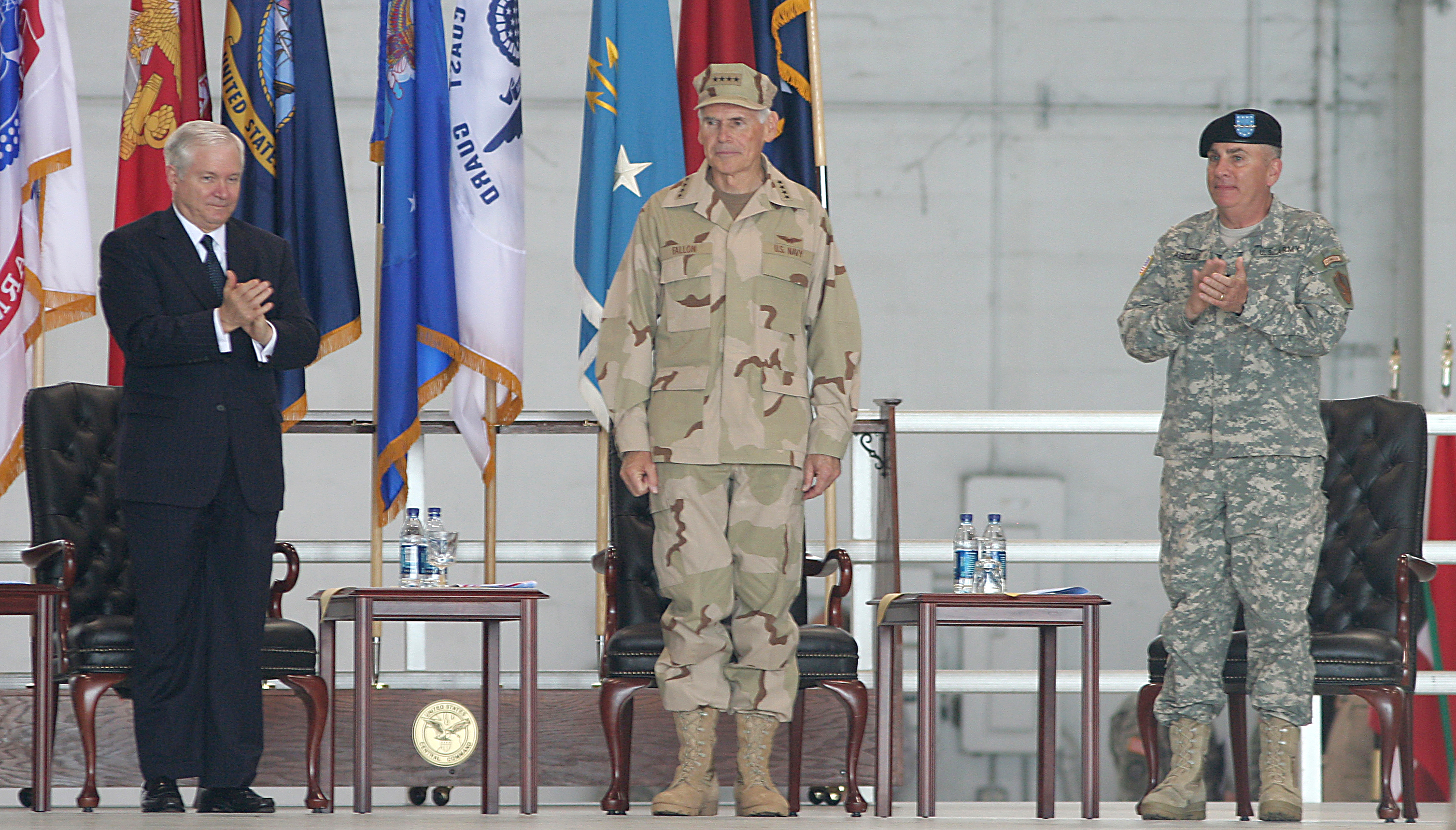
Il segretario alla difesa USA Robert Gates assieme a William Fallon e John Abizaid (a destra nella foto) durante la cerimonia di cambio di comando allo CENTCOM, nel 2007.

Abizaid ricevette il grado di sottotenente di fanteria dopo aver seguito il corso nell'United States Military Academy di West Point, nello Stato di New York, classe del giugno 1973. Comincia la sua carriera con il 504º Reggimento Paracadutisti Fanteria con base a Fort Bragg, nello Stato della Carolina del Nord, dove ricopriva il ruolo di comandante di plotone. Ha comandato le compagnie nel 2º Battaglione dei Rangers USA e 1º Battaglione dei Ranger, guidando una compagnia di fucilieri dei Ranger durante l'invasione di Grenada del 1983. In questa operazione, Abizaid saltò da un aereo-cargo Hercules MC-130 su una pista d'atterraggio di Grenada ed ordinò ad uno dei suoi Ranger di guidare un bulldozer adoperandolo come un carro armato contro le truppe cubane mentre lui ed il suo plotone avanzavano dietro ad esso. L'azione ha ispirato una scena del film "Gunny", interpretato da Clint Eastwood nel 1986.
John Abizaid è stato dispiegato anche in Italia, a Vicenza, dove ha comandato il "team di combattimento" nel 3º Battaglione del 325º Reggimento Aereo durante la prima guerra del Golfo (1990-1991), ed in seguito venne ridispiegato con l'intero battaglione nel Kurdistan dell'Iraq, per fornire una discreta protezione alle popolazioni dei curdi attorno alla città di Mosul.
Dopo aver comandato la prima divisione corazzata nella Bosnia ed Erzegovina, tornato negli USA continentali, divenne il 66º comandante della Accademia Militare degli Stati Uniti di West Point, dove in  rituali movimentò il suo curriculum. Successivamente, prese comando della Prima Divisione di Fanteria, la "Big Red One ", stanziata in Würzburg, Germania, sostituendo David L. Grange, divisione che fornì le prime forze di terra U.S.A. nel Kosovo. In seguito divenne "Deputy Commander" (in avanguardia), del "Combined Forces Command", US Central Command durante l'operazione "Iraqi Freedom".
In seguito alla Guerra in Iraq e al rovesciamento di Saddam Hussein, ricevette il comando dello USCENTCOM (US Central Command) dal Generale Tommy Ray Franks.
Il 20 dicembre del 2006, venne annunciato che il Gen. Abizaid si sarebbe dimesso dalla sua posizione, per un congedo definitivo nel marzo 2007. Per motivi personali aveva piani per ritirarsi prima, ma rimase in seguito alla richiesta fatta da Donald Rumsfeld. Il 16 marzo del 2007, Abizaid trasferiva il comando all'Ammiraglio William J. Fallon, dopo aver servito il più lungo tempo nella storia di Comandante dello U.S. Central Command.

## Punti di vista pubblicamente espressi

### Discorso sulla guerra al terrorismo
Nel novembre del 2005 Abizaid diede una conferenza sulla guerra al terrorismo ("War on Terrorism") al Naval War College, un discorso che non venne mai messo in onda. Nonostante questo, uno studente che assisteva alla lezione prese alcune note. Le note vennero rispedite per e-mail dal generale Peter Schoomaker, Capo di stato maggiore dell'Esercito degli Stati Uniti, uno tra molti a rispedirle, e dunque da molti analisti queste note sono considerate credibili. Le note possono essere lette nel website della CSPAN

### Sul programma nucleare iraniano
In alcune osservazioni fatte al "Center for Strategic and International Studies", un centro di analisi ("think tank"), riportate dalla stampa il 17 settembre del 2007, Abizaid dichiara: "Dobbiamo fare forte pressione sulla comunità internazionale e sugli iraniani, per convincerli a smettere e desistere del tutto nello sviluppo di armi nucleari e non si dovrebbe precludere l'utilizzo di qualsiasi opzione di cui disponiamo per gestire il problema." Inoltre dichiarò che "Io credo che comunque abbiamo il potere di esercitare una politica di deterrenza nei confronti dell'Iran, anche se esso divenisse una potenza nucleare."
Aggiunse inoltre "Esistono delle vie per vivere con un Iran nucleare," Abizaid disse "Guardiamo in faccia le cose: abbiamo convissuto con un'Unione Sovietica nucleare, abbiamo convissuto con una Cina nucleare, ed allo stesso modo attualmente viviamo con (altre) potenze nucleari."

## Principali decorazioni e badges conferiti dagli U.S.A.
| Defense Superior Service Medal                         |
| Legion of Merit (with five Oak Leaf Clusters)          |
| Bronze Star                                            |
| Defense Meritorious Service Medal                      |
| Meritorious Service Medal (with two Oak Leaf Clusters) |
| Army Commendation Medal (with 2 Oak Leaf Clusters)     |
| Army Achievement Medal                                 |

|  | Combat Infantryman Badge                        |
|  | Expert Infantryman Badge                        |
|  | Master Combat Parachutist Badge (w/1 jump star) |
|  | Ranger Tab                                      |
|  | Joint Chiefs of Staff Identification Badge      |
|  | Army Staff Identification Badge                 |